# AFI (Band)/Diskografie
Diese Diskografie ist eine Übersicht über die musikalischen Werke der US-amerikanischen Alternative-Rock-Band AFI. Den Quellenangaben und Schallplattenauszeichnungen zufolge hat sie bisher mehr als 2,6 Millionen Tonträger verkauft, davon alleine in ihrer Heimat über zwei Millionen. Ihre erfolgreichste Veröffentlichung ist das Studioalbum Sing the Sorrow mit über 1,1 Millionen verkauften Einheiten.

## Alben

### Studioalben
| Jahr | Titel                              | Höchstplatzierung, Gesamtwochen, AuszeichnungChartplatzierungen (Jahr, Titel, Platzierungen, Wochen, Auszeichnungen, Anmerkungen) | Höchstplatzierung, Gesamtwochen, AuszeichnungChartplatzierungen (Jahr, Titel, Platzierungen, Wochen, Auszeichnungen, Anmerkungen) | Höchstplatzierung, Gesamtwochen, AuszeichnungChartplatzierungen (Jahr, Titel, Platzierungen, Wochen, Auszeichnungen, Anmerkungen) | Anmerkungen                                                 |
| Jahr | Titel                              | DE | UK | US | Anmerkungen                                                 |
| ---- | ---------------------------------- | --- | --- | --- | ----------------------------------------------------------- |
| 1995 | Answer That and Stay Fashionable   | — | — | — | Erstveröffentlichung: 1. August 1995                        |
| 1996 | Very Proud of Ya                   | — | — | — | Erstveröffentlichung: 18. Juni 1996                         |
| 1997 | Shut Your Mouth and Open Your Eyes | — | — | — | Erstveröffentlichung: 11. November 1997                     |
| 1999 | Black Sails in the Sunset          | — | — | — | Erstveröffentlichung: 18. Mai 1999                          |
| 2000 | The Art of Drowning                | — | — | US174 (1 Wo.)US | Erstveröffentlichung: 19. September 2000                    |
| 2003 | Sing the Sorrow                    | — | UK52 Silber · (1 Wo.)UK | US5 Platin · (51 Wo.)US | Erstveröffentlichung: 11. März 2003 Verkäufe: + 1.200.000   |
| 2006 | Decemberunderground                | DE58 (1 Wo.)DE | UK16 Silber · (4 Wo.)UK | US1 Platin · (38 Wo.)US | Erstveröffentlichung: 6. Juni 2006 Verkäufe: + 993.000      |
| 2009 | Crash Love                         | DE95 (1 Wo.)DE | UK73 (1 Wo.)UK | US12 (7 Wo.)US | Erstveröffentlichung: 29. September 2009 Verkäufe: + 52.000 |
| 2013 | Burials                            | — | UK59 (1 Wo.)UK | US9 (3 Wo.)US | Erstveröffentlichung: 18. September 2013                    |
| 2017 | The Blood Album                    | — | UK69 (1 Wo.)UK | US5 (1 Wo.)US | Erstveröffentlichung: 20. Januar 2017                       |
| 2021 | Bodies                             | — | — | — | Erstveröffentlichung: 11. Juni 2021                         |

### Livealben
| Jahr | Titel                                        | Höchstplatzierung, Gesamtwochen, AuszeichnungChartplatzierungen (Jahr, Titel, Platzierungen, Wochen, Auszeichnungen, Anmerkungen) | Höchstplatzierung, Gesamtwochen, AuszeichnungChartplatzierungen (Jahr, Titel, Platzierungen, Wochen, Auszeichnungen, Anmerkungen) | Höchstplatzierung, Gesamtwochen, AuszeichnungChartplatzierungen (Jahr, Titel, Platzierungen, Wochen, Auszeichnungen, Anmerkungen) | Anmerkungen                             |
| Jahr | Titel                                        | DE | UK | US | Anmerkungen                             |
| ---- | -------------------------------------------- | --- | --- | --- | --------------------------------------- |
| 2007 | I Heard a Voice (Live from Long Beach Arena) | — | — | US133 (1 Wo.)US | Erstveröffentlichung: 13. November 2007 |

### Kompilationen
| Jahr | Titel | Höchstplatzierung, Gesamtwochen, AuszeichnungChartplatzierungen (Jahr, Titel, Platzierungen, Wochen, Auszeichnungen, Anmerkungen) | Höchstplatzierung, Gesamtwochen, AuszeichnungChartplatzierungen (Jahr, Titel, Platzierungen, Wochen, Auszeichnungen, Anmerkungen) | Höchstplatzierung, Gesamtwochen, AuszeichnungChartplatzierungen (Jahr, Titel, Platzierungen, Wochen, Auszeichnungen, Anmerkungen) | Anmerkungen                            |
| Jahr | Titel | DE | UK | US | Anmerkungen                            |
| ---- | ----- | --- | --- | --- | -------------------------------------- |
| 2004 | AFI   | — | — | US88 (1 Wo.)US | Erstveröffentlichung: 2. November 2004 |

### EPs
- 1992: Dork EP (limitiert auf 210 Exemplare, davon wurden 200 verkauft)
- 1993: Behind the Times EP (limitiert auf 560 Exemplare)
- 1994: Eddie Picnic’s All Wet (limitiert auf 311 Exemplare)
- 1994: This Is Berkeley, Not West Bay
- 1995: Bombing the Bay
- 1995: Fly in the Ointment (limitiert auf 3062 Exemplare)
- 1995: AFI/Heckle Split
- 1998: A Fire Inside EP
- 1999: Black Sails EP (limitiert auf 5000 Exemplare)
- 1999: All Hallows EP
- 2001: The Days of the Phoenix EP (limitiert auf 500 Exemplare)
- 2003: 336 — Now the World Picture Disc
- 2008: December EP
- 2018: The Missing Man

## Singles
| Jahr | Titel Album                             | Höchstplatzierung, Gesamtwochen, AuszeichnungChartplatzierungen (Jahr, Titel, Album, Platzierungen, Wochen, Auszeichnungen, Anmerkungen) | Höchstplatzierung, Gesamtwochen, AuszeichnungChartplatzierungen (Jahr, Titel, Album, Platzierungen, Wochen, Auszeichnungen, Anmerkungen) | Höchstplatzierung, Gesamtwochen, AuszeichnungChartplatzierungen (Jahr, Titel, Album, Platzierungen, Wochen, Auszeichnungen, Anmerkungen) | Anmerkungen                              |
| Jahr | Titel Album                             | DE | UK | US | Anmerkungen                              |
| ---- | --------------------------------------- | --- | --- | --- | ---------------------------------------- |
| 2003 | Girl’s Not Grey Sing the Sorrow         | — | UK22 (3 Wo.)UK | — | Erstveröffentlichung: 2003               |
| 2003 | The Leaving Song Pt. II Sing the Sorrow | — | UK43 (2 Wo.)UK | — | Erstveröffentlichung: 20. September 2003 |
| 2006 | Miss Murder Decemberunderground         | DE93 (1 Wo.)DE | UK44 Silber · (4 Wo.)UK | US24 (20 Wo.)US | Erstveröffentlichung: 24. Juni 2006      |
| 2006 | Love Like Winter Decemberunderground    | — | UK76 (1 Wo.)UK | US68 (4 Wo.)US | Erstveröffentlichung: 26. September 2006 |

Weitere Singles
- 1999: Totalimmortal
- 1999: The Prayer Position
- 2000: The Days of the Phoenix
- 2001: Wester
- 2001: 6 to 8
- 2003: Silver and Gold
- 2004: Head Like a Hole (Grand Theft Auto: San Andreas Soundtrack)[5]
- 2007: Summer Shudder
- 2007: Carcinogen
- 2007: The Missing Frame
- 2009: Medicate
- 2010: Beautiful Thieves
- 2013: I Hope You Suffer

## Videoalben und Musikvideos

### Videoalben
- 2006: I Heard a Voice (Live from Long Beach Arena)

### Musikvideos
| Jahr | Titel                       | Regisseur(e)             |
| ---- | --------------------------- | ------------------------ |
| 1996 | He Who Laughs Last…         | Darren Doane, Ken Daurio |
| 1997 | Third Season                | Darren Doane, Ken Daurio |
| 1999 | Totalimmortal               | Brent Waroniecki         |
| 2000 | The Days of the Phoenix     | Marc Webb                |
| 2003 | Girl’s Not Grey             | David Slade              |
| 2003 | The Leaving Song Pt. II     | Marc Webb                |
| 2003 | Silver and Cold             | John Hillcoat            |
| 2006 | Prelude 12/21 — Miss Murder | Marc Webb                |
| 2006 | Love Like Winter            | Marc Webb                |
| 2009 | Medicate                    | Paul Minor               |
| 2010 | Beautiful Thieves           | Travis Kopach            |
| 2013 | I Hope You Suffer           |                          |
| 2013 | 17 Crimes                   |                          |
| 2016 | White Offerings             |                          |
| 2016 | Snow Cats                   |                          |

## Statistik

### Chartauswertung
|                     | DE    | UK    | US    |
| ------------------- | ----- | ----- | ----- |
| Nummer-eins-Alben   | DE—DE | UK—UK | US1US |
| Top-10-Alben        | DE—DE | UK—UK | US4US |
| Alben in den Charts | DE2DE | UK5UK | US8US |

|                       | DE    | UK    | US    |
| --------------------- | ----- | ----- | ----- |
| Nummer-eins-Singles   | DE—DE | UK—UK | US—US |
| Top-10-Singles        | DE—DE | UK—UK | US—US |
| Singles in den Charts | DE1DE | UK4UK | US2US |

### Auszeichnungen für Musikverkäufe
| Goldene Schallplatte - Australien - 2006: für das Album Decemberunderground - 2009: für das Album Sing the Sorrow Platin-Schallplatte - Australien - 2009: für die Single Miss Murder - Kanada - 2003: für das Album Sing the Sorrow - 2007: für das Videoalbum I Heard a Voice - 2019: für das Album Decemberunderground |

Anmerkung: Auszeichnungen in Ländern aus den Charttabellen bzw. Chartboxen sind in ebendiesen zu finden.
| Land/RegionAuszeichnungen für Musikverkäufe (Land/Region, Auszeichnungen, Verkäufe, Quellen) | Silber     | Gold     | Platin     | Verkäufe  | Quellen         |
| -------------------------------------------------------------------------------------------- | ---------- | -------- | ---------- | --------- | --------------- |
| Australien (ARIA)                                                                            | —          | 2× Gold2 | Platin1    | 140.000   | aria.com.au     |
| Kanada (MC)                                                                                  | —          | —        | 3× Platin3 | 190.000   | musiccanada.com |
| Vereinigte Staaten (RIAA)                                                                    | —          | —        | 2× Platin2 | 2.000.000 | riaa.com        |
| Vereinigtes Königreich (BPI)                                                                 | 3× Silber3 | —        | —          | 320.000   | bpi.co.uk       |
| Insgesamt                                                                                    | 3× Silber3 | 2× Gold2 | 6× Platin6 |           |                 |